# Estación de Alicante-Terminal
Estación de Alicante-Terminal vasútállomás Spanyolországban, Alicante településen. Része a spanyol nagysebességű vasúthálózatnak.

## Vasútvonalak
Az állomást az alábbi vasútvonalak érintik:
- Madrid–Levante nagysebességű vasútvonal
- Valencia–Alicante-vasútvonal
- Murcia–Alicante-vasútvonal

## Kapcsolódó állomások
A vasútállomáshoz az alábbi állomások vannak a legközelebb:
- Estación de San Gabriel (Estación de Murcia del Carmen, Línea C-1 (Cercanías Murcia/Alicante))
- Estación de Universidad de Alicante (San Vicente Centro railway station, Línea C-3 (Cercanías Murcia/Alicante))
- Estación de Villena Alta Velocidad

## Képek

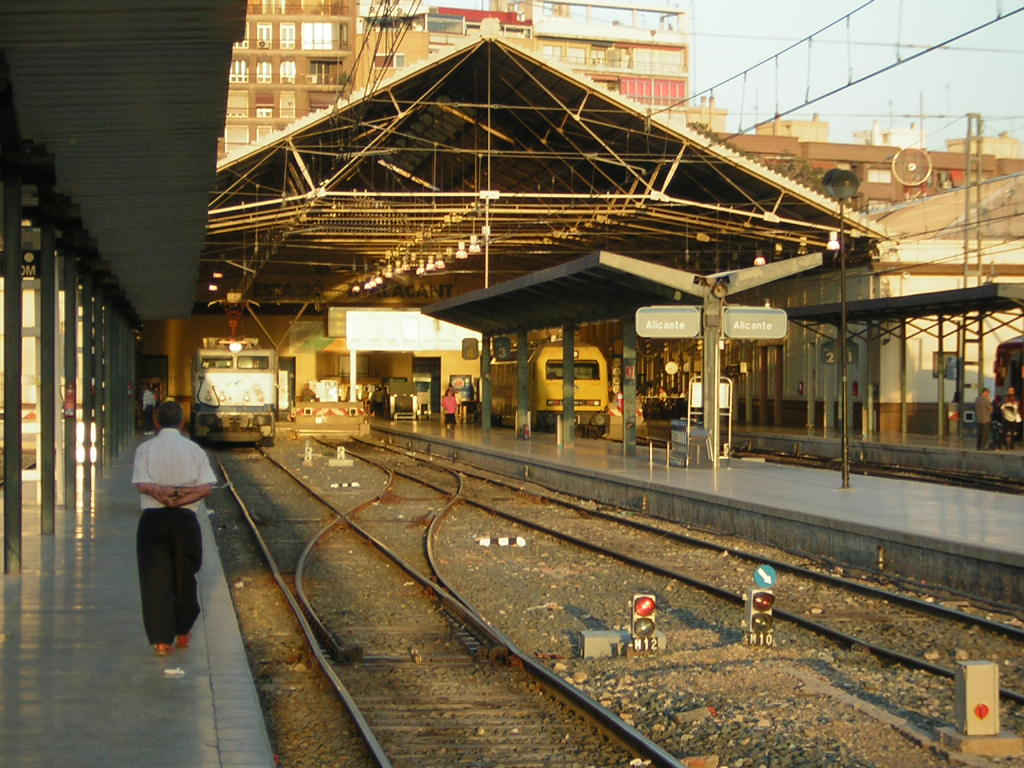
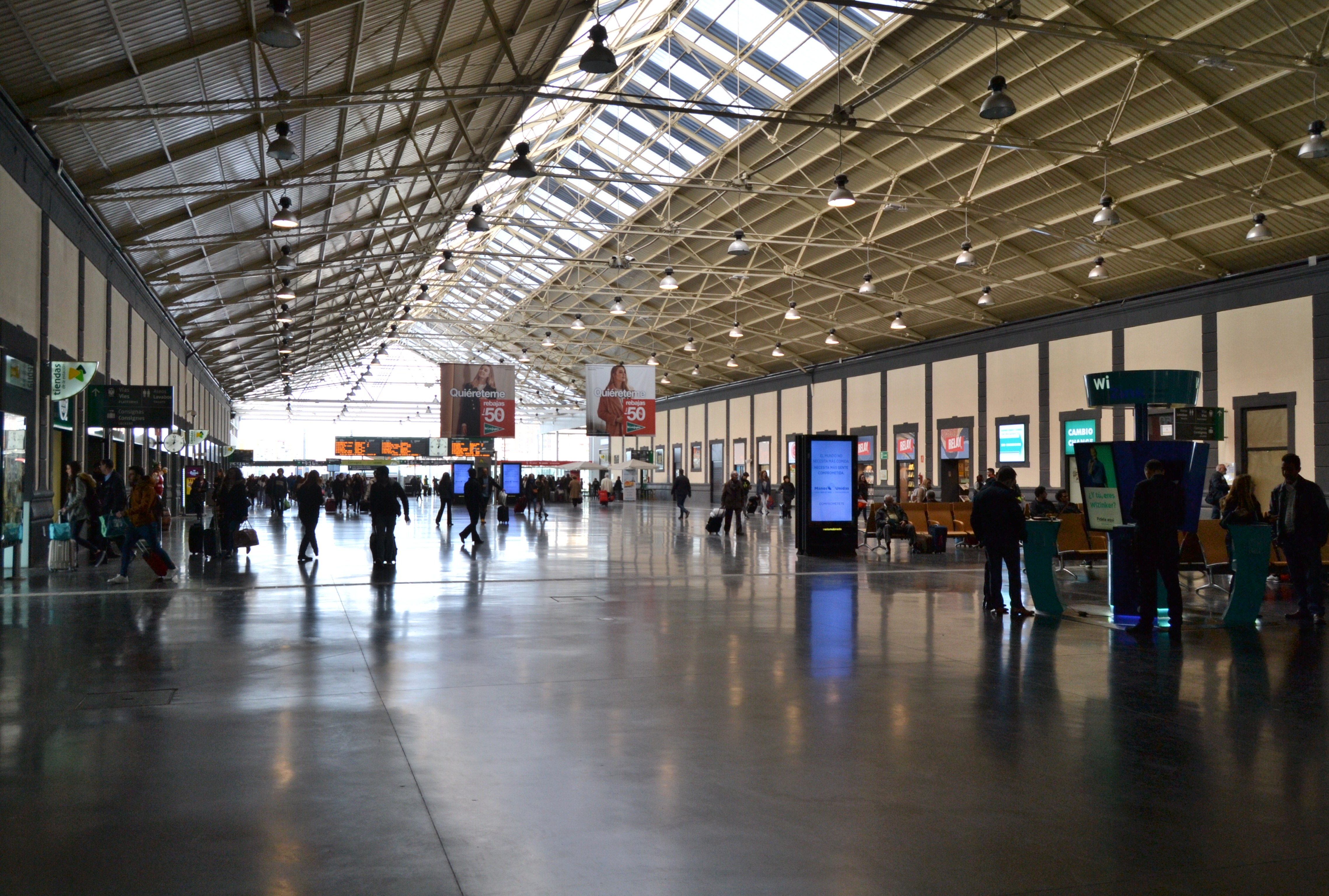
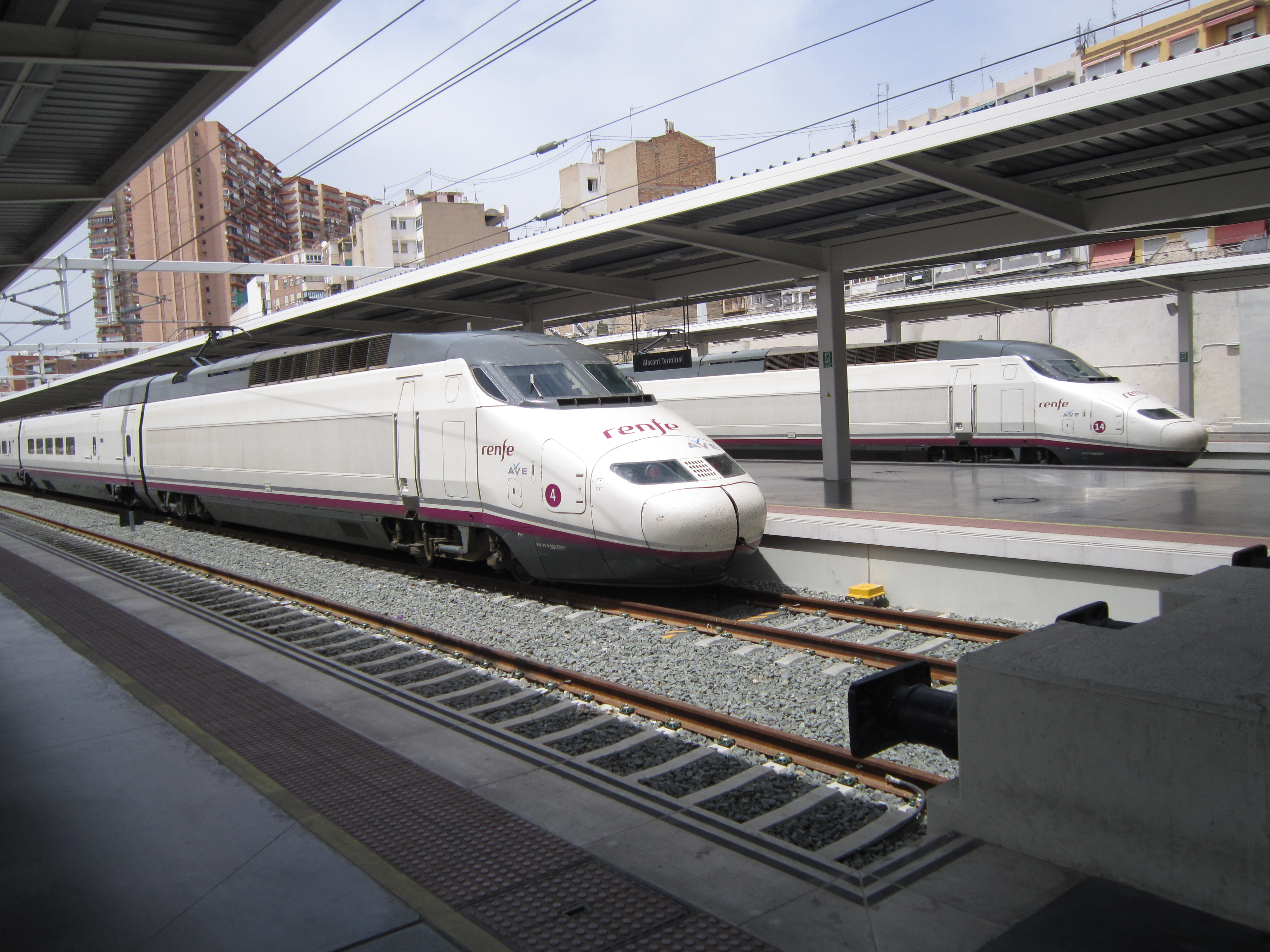
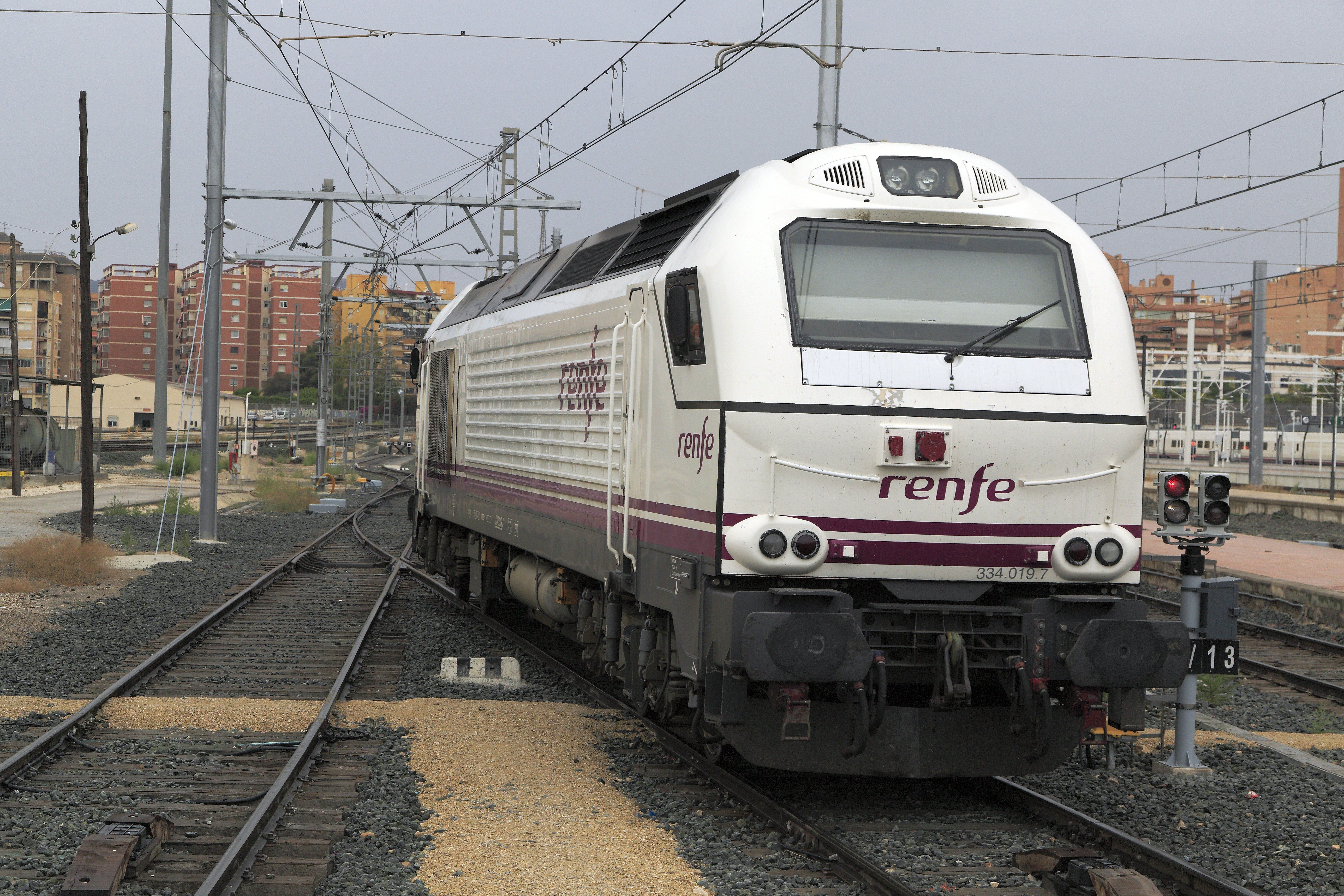
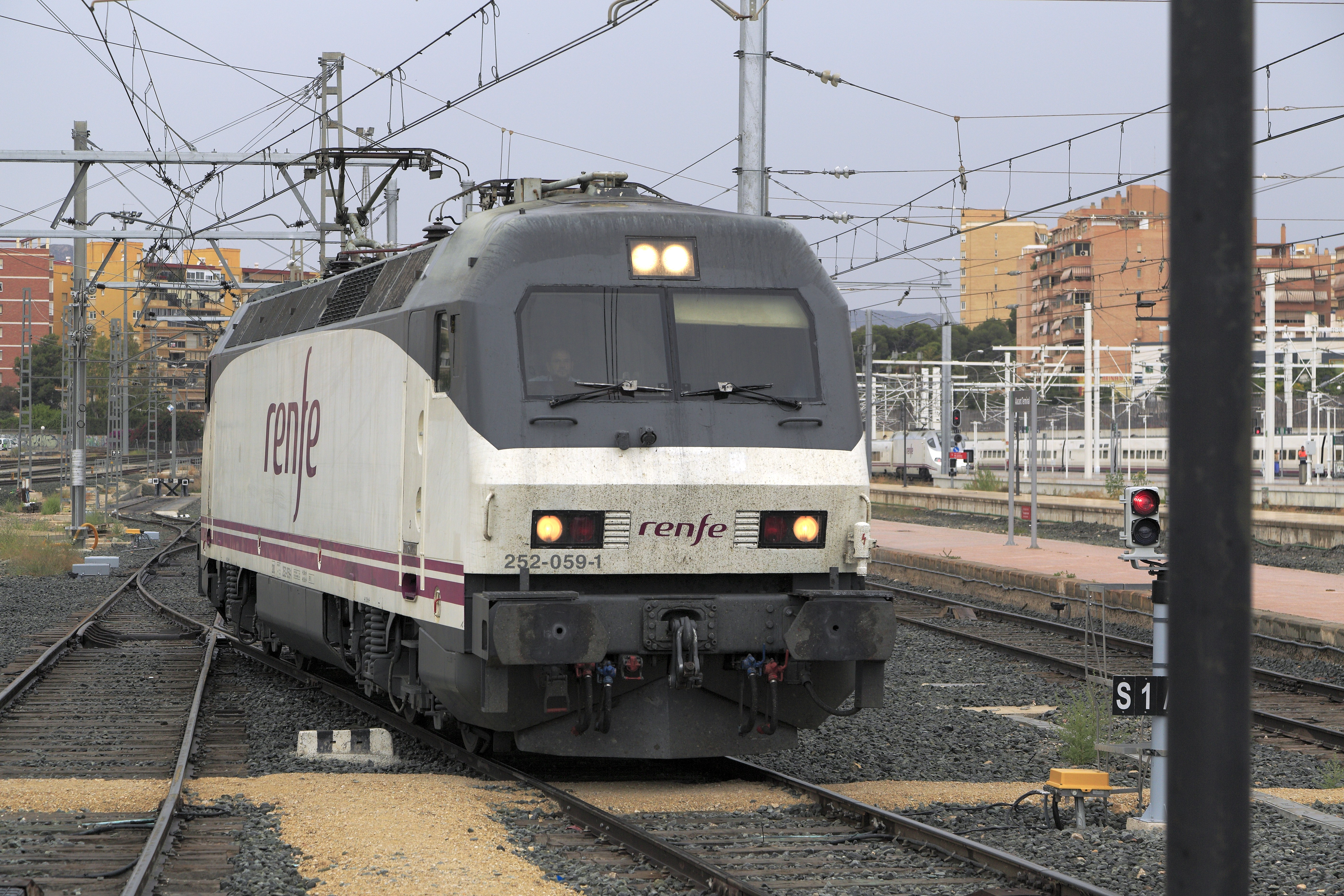
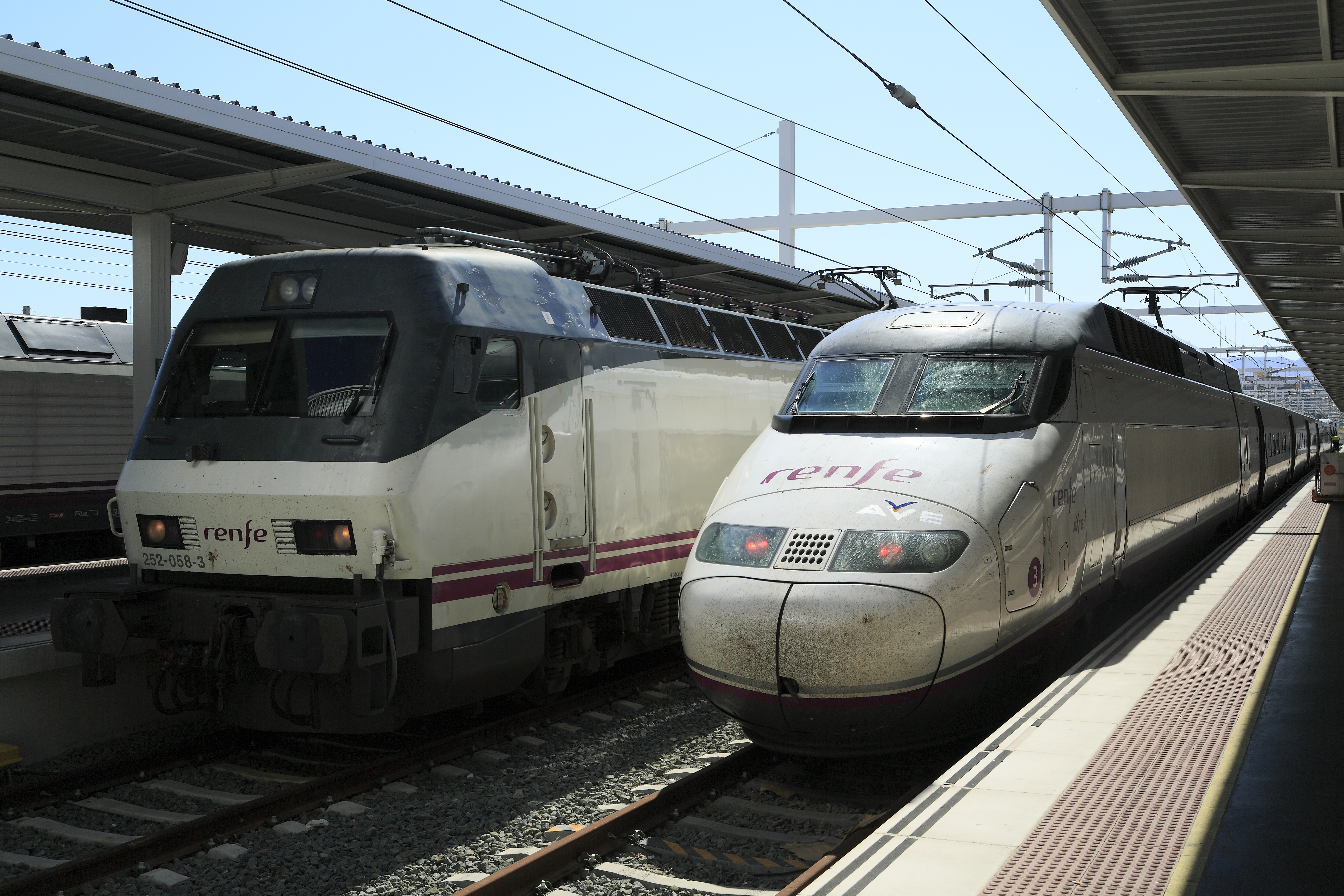
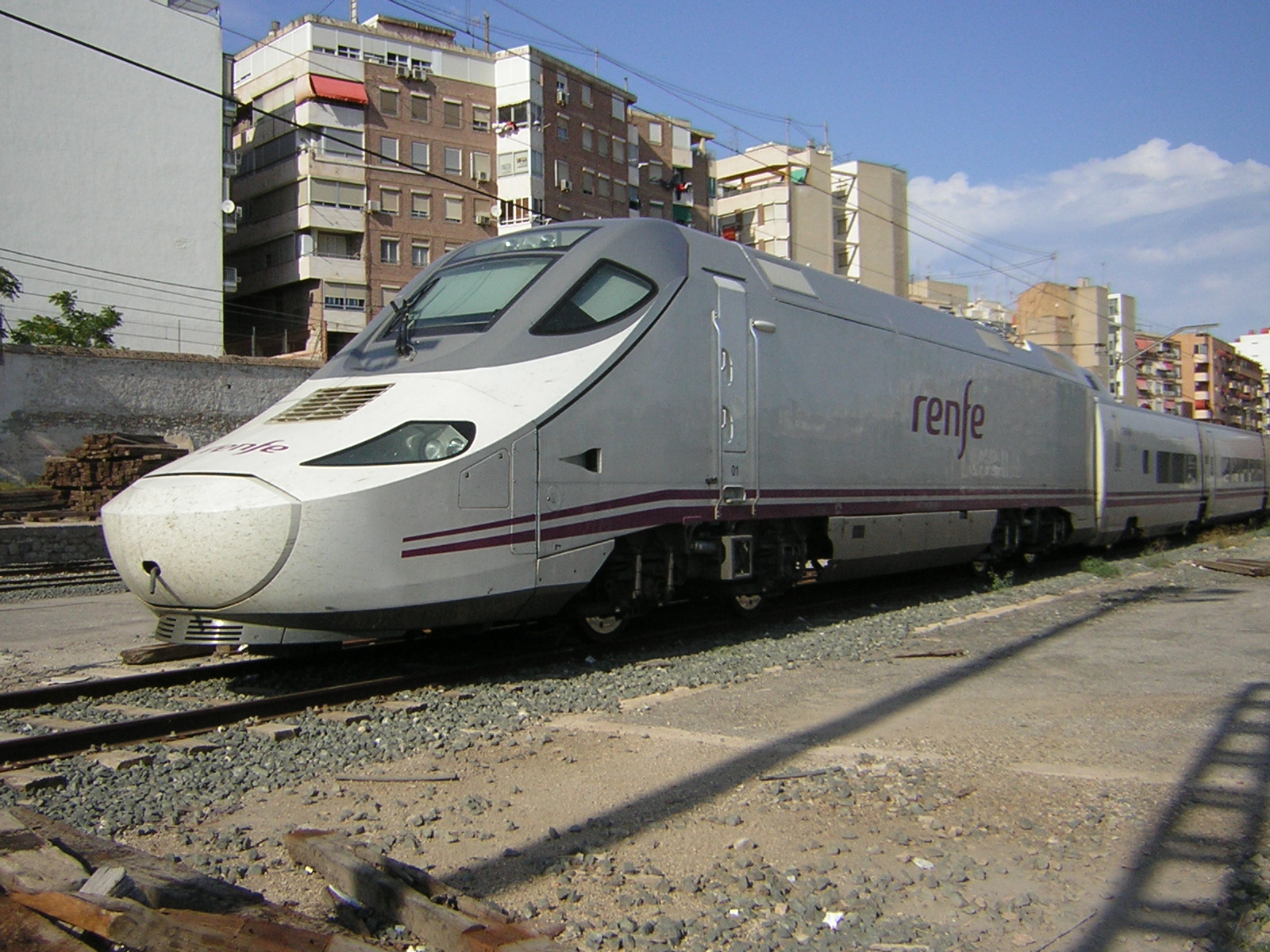
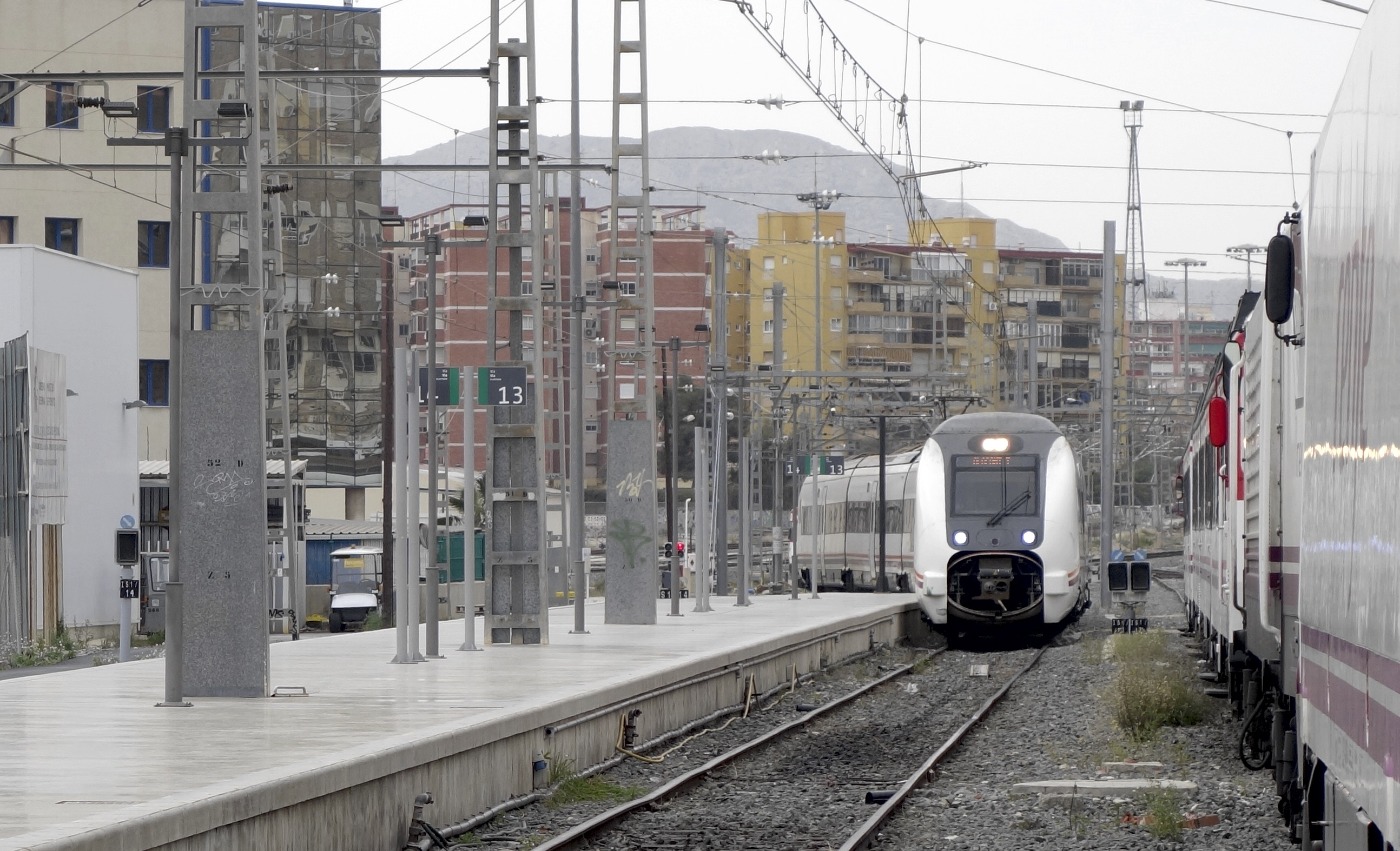